# Coprosma baueri
Coprosma baueri es una especie de arbusto de la familia de las rubiáceas. Es un endemismo de Australia donde se encuentra en la costa central de Nueva Gales del Sur.

## Descripción
Es un arbusto o árbol pequeño. Las ramitas jóvenes pubérulas. Las hojas de color verde claro, brillante, no es fétida cuando se aplastan; con pecíolo de 8-15 mm de largo, glabras; lámina obovada, de 2.5-6 cm de largo, 1.5-4 cm de ancho; atenuada la base sobre el pecíolo, los márgenes ligeramente recurvados; el ápice redondeado; venas primarias visibles por el haz y el envés 4 a cada lado del nervio central, con domacios pequeños y estípulas triangulares, de 1-1.5 mm de largo. El cáliz oscuro. La corola verde, 3-4 mm de largo. Las flores masculinas en grupos de 3-8; filamentos de 3-4 mm de largo, anteras de 2 mm de largo. Las flores femeninas 1-3 juntas. Frutas de color naranja, un poco obovoides de 6-7 mm de largo.

## Taxonomía
Coprosma baueri fue descrita por Stephan Ladislaus Endlicher y publicado en Iconographia Genera Plantarum: t. 111, en el año 1841.
Sinonimia
- Pelaphia retusa Banks & Sol. ex Hook.f.[3]